# Брајан (Охајо)
Брајан (енгл. Bryan) град је у америчкој савезној држави Охајо.

## Демографија
По попису из 2010. године број становника је 8.545, што је 212 (2,5%) становника више него 2000. године.
| Група             | 2000.         | 2010.         |
| Белци             | 7.846 (94,2%) | 7.861 (92,0%) |
| Афроамериканци    | 26 (0,3%)     | 47 (0,6%)     |
| Азијати           | 59 (0,7%)     | 73 (0,9%)     |
| Хиспаноамериканци | 311 (3,7%)    | 436 (5,1%)    |
| Укупно            | 8.333         | 8.545         |